# Tōei (Aichi)
Tōei (jap. 東栄町 Tōei-chō) – miasto w Japonii, na wyspie Honsiu, w prefekturze Aichi. Według danych na rok 2020 miejscowość zamieszkiwało 2 942 mieszkańców , a gęstość zaludnienia wyniosła 23,8 os./km².